# Giải vô địch bóng đá thế giới các câu lạc bộ 2011
Giải vô địch bóng đá thế giới các câu lạc bộ 2011 (chính thức được gọi là FIFA Club World Cup Japan 2011 presented by Toyota vì lý do tài trợ) là giải đấu bóng đá diễn ra từ ngày 8 đến ngày 18 tháng 12 năm 2011. Đây là giải đấu thứ tám của Giải vô địch bóng đá thế giới các câu lạc bộ, một giải đấu do FIFA tổ chức giữa những người chiến thắng của sáu liên đoàn châu lục cũng như các nhà vô địch giải đấu của quốc gia chủ nhà.
Sau khi Các Tiểu vương quốc Ả Rập Thống nhất tổ chức giải đấu vào các năm 2009 và 2010, quyền đăng cai giải đấu năm 2011 đã được trả lại cho Nhật Bản. Trong chuyến thăm Nhật Bản vào ngày 23 tháng 5 năm 2011, Chủ tịch FIFA Sepp Blatter xác nhận rằng Nhật Bản sẽ vẫn là chủ nhà của giải đấu bất chấp Động đất và sóng thần Tōhoku 2011.
Đương kim vô địch Inter Milan không vượt qua vòng loại do bị loại ở tứ kết UEFA Champions League 2010–11. Đội vô địch cuối cùng của giải đấu đó, câu lạc bộ Tây Ban Nha Barcelona, tiếp tục giành chức vô địch Club World Cup, giành chiến thắng 4–0 trong trận bán kết trước câu lạc bộ Qatar Al-Sadd trước một chiến thắng khác với tỷ số tương tự trước câu lạc bộ Brasil Santos trong trận chung kết.

## Đấu thầu chủ nhà
Ủy ban điều hành FIFA đã chỉ định Nhật Bản làm chủ nhà cho các giải đấu năm 2011 và 2012 vào ngày 27 tháng 5 năm 2008 trong cuộc họp của họ tại Sydney, Úc.

## Các đội tham gia
| Đội                          | Liên đoàn        | Tư cách vượt qua vòng loại                | Tham gia (in đậm cho biết năm vô địch) |
| Tiến vào bán kết             | Tiến vào bán kết | Tiến vào bán kết                          | Tiến vào bán kết                       |
| ---------------------------- | ---------------- | ----------------------------------------- | -------------------------------------- |
| Barcelona                    | UEFA             | Vô địch UEFA Champions League 2010–11     | Lần thứ 3 (Trước đó: 2006, 2009)       |
| Santos                       | CONMEBOL         | Vô địch Copa Libertadores 2011            | Lần đầu                                |
| Tiến vào tứ kết              |                  |                                           |                                        |
| Al-Sadd                      | AFC              | Vô địch AFC Champions League 2011         | Lần đầu                                |
| Espérance de Tunis           | CAF              | Vô địch CAF Champions League 2011         | Lần đầu                                |
| Monterrey                    | CONCACAF         | Vô địch CONCACAF Champions League 2010–11 | Lần đầu                                |
| Tiến vào play-off vào tứ kết |                  |                                           |                                        |
| Auckland City                | OFC              | Vô địch OFC Champions League 2010–11      | Lần thứ 3 (Trước đó: 2006, 2009)       |
| Kashiwa Reysol               | AFC (chủ nhà)    | Vô địch J.League Division 1 2011          | Lần đầu                                |

## Điều hành trận đấu
Các trọng tài được chỉ định là:
| Liên đoàn | Trọng tài        | Trợ lý trọng tài                          |
| --------- | ---------------- | ----------------------------------------- |
| AFC       | Ravshan Irmatov  | Abdukhamidullo Rasulov Bakhadyr Kochkarov |
| AFC       | Yuichi Nishimura | Toshiyuki Nagi Toru Sagara                |
| CAF       | Noumandiez Doué  | Songuifolo Yeo Djibril Camara             |
| CONCACAF  | Joel Aguilar     | William Torres Mejia Juan Francisco Zumba |
| CONMEBOL  | Enrique Osses    | Francisco Mondria Carlos Alexis Astroza   |
| OFC       | Peter O'Leary    | Jan-Hendrik Hintz Ravinesh Kumar          |
| UEFA      | Nicola Rizzoli   | Renato Faverani Andrea Stefani            |

## Đội hình
Mỗi đội phải gửi một đội hình gồm 23 cầu thủ, ba trong số họ là thủ môn.

## Địa điểm
Yokohama và Toyota là hai thành phố phục vụ tổ chức Giải vô địch bóng đá thế giới các câu lạc bộ 2011.
| Sân vận động Toyota                                                        | Sân vận động Quốc tế Yokohama                   |
| 35°05′5″B 137°10′15″Đ / 35,08472°B 137,17083°Đ                             | 35°30′35″B 139°36′20″Đ / 35,50972°B 139,60556°Đ |
| Sức chứa: 45,000                                                           | Sức chứa: 72,327                                |
|                                                                            |                                                 |
| ToyotaYokohamaGiải vô địch bóng đá thế giới các câu lạc bộ 2011 (Nhật Bản) |                                                 |

## Các trận đấu
Một lễ bốc thăm được tổ chức vào ngày 17 tháng 11 tại Nagoya để quyết định "vị trí" của ba đội vào tứ kết: Al-Sadd (AFC), Espérance de Tunis (CAF), và Monterrey (CONCACAF).
Nếu một trận đấu hòa sau thời gian thi đấu bình thường:
- Đối với các trận đấu loại trực tiếp, hiệp phụ sẽ được diễn ra. Nếu vẫn hòa sau hiệp phụ, loạt sút luân lưu sẽ được tổ chức để phân định thắng thua.
- Các trận tranh hạng năm và hạng ba sẽ không thi đấu hiệp phụ mà chuyển thẳng sang loạt sút luân lưu để phân định thắng thua.

|  |                     |                     |                      |                      |                      |                      |                        |                        |                       |                       |                        |                        |           |           |
|  | Play-off vào tứ kết | Play-off vào tứ kết |                      |                      | Tứ kết               | Tứ kết               |                        |                        | Bán kết               | Bán kết               |                        |                        | Chung kết | Chung kết |
|  | Play-off vào tứ kết | Play-off vào tứ kết |                      |                      | Tứ kết               | Tứ kết               |                        |                        | Bán kết               | Bán kết               |                        |                        | Chung kết | Chung kết |
|  | 8 tháng 12 – Toyota |                     |                      |                      |                      |                      |                        |                        |                       |                       |                        |                        |           |           |
|  |                     |                     |                      |                      |                      |                      |                        |                        |                       |                       |                        |                        |           |           |
|  | Kashiwa Reysol      | 2                   |                      |                      | 11 tháng 12 – Toyota | 11 tháng 12 – Toyota |                        |                        |                       |                       |                        |                        |           |           |
|  | Kashiwa Reysol      | 2                   |                      |                      | 11 tháng 12 – Toyota | 11 tháng 12 – Toyota |                        |                        |                       |                       |                        |                        |           |           |
|  | Auckland City       | 0                   |                      |                      | Kashiwa Reysol (p)   | 1 (4)                |                        |                        | 14 tháng 12 – Toyota  | 14 tháng 12 – Toyota  |                        |                        |           |           |
|  | Auckland City       | 0                   |                      |                      | Kashiwa Reysol (p)   | 1 (4)                |                        |                        | 14 tháng 12 – Toyota  | 14 tháng 12 – Toyota  |                        |                        |           |           |
|  |                     |                     |                      |                      | Monterrey            | 1 (3)                |                        |                        | Kashiwa Reysol        | 1                     |                        |                        |           |           |
|  |                     |                     |                      |                      | Monterrey            | 1 (3)                |                        |                        | Kashiwa Reysol        | 1                     |                        |                        |           |           |
|  |                     |                     |                      |                      |                      |                      | Santos                 | 3                      |                       |                       | 18 tháng 12 – Yokohama | 18 tháng 12 – Yokohama |           |           |
|  |                     |                     |                      |                      |                      |                      | Santos                 | 3                      |                       |                       | 18 tháng 12 – Yokohama | 18 tháng 12 – Yokohama |           |           |
|  |                     |                     | 11 tháng 12 – Toyota | 11 tháng 12 – Toyota |                      |                      |                        |                        |                       |                       | Santos                 | 0                      |           |           |
|  |                     |                     | 11 tháng 12 – Toyota | 11 tháng 12 – Toyota |                      |                      |                        |                        |                       |                       | Santos                 | 0                      |           |           |
|  |                     |                     | Espérance de Tunis   | 1                    |                      |                      | 15 tháng 12 – Yokohama | 15 tháng 12 – Yokohama |                       |                       | Barcelona              | 4                      |           |           |
|  |                     |                     | Espérance de Tunis   | 1                    |                      |                      | 15 tháng 12 – Yokohama | 15 tháng 12 – Yokohama |                       |                       | Barcelona              | 4                      |           |           |
|  |                     |                     | Al-Sadd              | 2                    |                      |                      | Al-Sadd                | 0                      |                       |                       |                        |                        |           |           |
|  |                     |                     | Al-Sadd              | 2                    |                      |                      | Al-Sadd                | 0                      |                       |                       |                        |                        |           |           |
|  |                     |                     |                      |                      |                      |                      | Barcelona              | 4                      |                       |                       |                        |                        |           |           |
|  |                     |                     |                      |                      |                      |                      | Barcelona              | 4                      |                       |                       |                        |                        |           |           |
|  |                     |                     |                      |                      |                      |                      |                        |                        |                       |                       |                        |                        |           |           |
|  |                     |                     |                      |                      |                      |                      |                        |                        |                       |                       |                        |                        |           |           |
|  |                     |                     |                      |                      | Trận tranh hạng năm  | Trận tranh hạng năm  |                        |                        | Trận tranh hạng ba    | Trận tranh hạng ba    |                        |                        |           |           |
|  |                     |                     |                      |                      | Trận tranh hạng năm  | Trận tranh hạng năm  |                        |                        | Trận tranh hạng ba    | Trận tranh hạng ba    |                        |                        |           |           |
|  |                     |                     |                      |                      | 14 tháng 12 – Toyota | 14 tháng 12 – Toyota |                        |                        | 18 tháng 12– Yokohama | 18 tháng 12– Yokohama |                        |                        |           |           |
|  |                     |                     |                      |                      | 14 tháng 12 – Toyota | 14 tháng 12 – Toyota |                        |                        | 18 tháng 12– Yokohama | 18 tháng 12– Yokohama |                        |                        |           |           |
|  |                     |                     |                      |                      | Monterrey            | 3                    |                        |                        | Kashiwa Reysol        | 0 (3)                 |                        |                        |           |           |
|  |                     |                     |                      |                      | Monterrey            | 3                    |                        |                        | Kashiwa Reysol        | 0 (3)                 |                        |                        |           |           |
|  |                     |                     |                      |                      | Espérance de Tunis   | 2                    |                        |                        | Al-Sadd (p)           | 0 (5)                 |                        |                        |           |           |
|  |                     |                     |                      |                      | Espérance de Tunis   | 2                    |                        |                        | Al-Sadd (p)           | 0 (5)                 |                        |                        |           |           |

Tất cả thời gian là Giờ tiêu chuẩn Nhật Bản (UTC+09:00).

### Play-off vào tứ kết
| Kashiwa Reysol        | 2–0      | Auckland City |
| --------------------- | -------- | ------------- |
| Tanaka 37' · Kudo 40' | Chi tiết |               |

### Tứ kết
| Espérance de Tunis | 1–2      | Al-Sadd                |
| ------------------ | -------- | ---------------------- |
| Darragi 60'        | Chi tiết | Khalfan 33' · Koni 49' |

| Kashiwa Reysol                                                 | 1–1 (s.h.p.) | Monterrey                                   |
| -------------------------------------------------------------- | ------------ | ------------------------------------------- |
| Domingues 53'                                                  | Chi tiết     | Suazo 58'                                   |
| Loạt sút luân lưu                                              |              |                                             |
| Leandro Domingues · Jorge Wagner · Kurisawa · Tanaka · Hayashi | 4–3          | L. Pérez · Suazo · Ayoví · Orozco · Delgado |

### Trận tranh hạng năm
| Monterrey                             | 3–2      | Espérance de Tunis                |
| ------------------------------------- | -------- | --------------------------------- |
| Mier 39' · De Nigris 44' · Zavala 47' | Chi tiết | N'Djeng 31' · Mouelhi 76' (ph.đ.) |

### Bán kết
| Kashiwa Reysol | 1–3      | Santos                               |
| -------------- | -------- | ------------------------------------ |
| Sakai 54'      | Chi tiết | Neymar 19' · Borges 24' · Danilo 63' |

| Al-Sadd | 0–4      | Barcelona                                  |
| ------- | -------- | ------------------------------------------ |
|         | Chi tiết | Adriano 25', 43' · Keita 64' · Maxwell 81' |

### Trận tranh hạng ba
| Kashiwa Reysol                        | 0–0      | Al-Sadd                                     |
| ------------------------------------- | -------- | ------------------------------------------- |
|                                       | Chi tiết |                                             |
| Loạt sút luân lưu                     |          |                                             |
| Jorge Wagner · Sawa · Hayashi · Otani | 3–5      | Niang · Keïta · Majid · Al-Haydos · Belhadj |

### Chung kết
| Santos | 0–4      | Barcelona                                |
| ------ | -------- | ---------------------------------------- |
|        | Chi tiết | Messi 17', 82' · Xavi 24' · Fàbregas 45' |

## Cầu thủ ghi bàn
| Hạng | Cầu thủ           | Đội                | Bàn thắng |
| ---- | ----------------- | ------------------ | --------- |
| 1    | Adriano           | Barcelona          | 2         |
| 1    | Lionel Messi      | Barcelona          | 2         |
| 3    | Khalfan Ibrahim   | Al-Sadd            | 1         |
| 3    | Abdulla Koni      | Al-Sadd            | 1         |
| 3    | Maxwell           | Barcelona          | 1         |
| 3    | Seydou Keita      | Barcelona          | 1         |
| 3    | Cesc Fàbregas     | Barcelona          | 1         |
| 3    | Xavi              | Barcelona          | 1         |
| 3    | Oussama Darragi   | Espérance de Tunis | 1         |
| 3    | Khaled Mouelhi    | Espérance de Tunis | 1         |
| 3    | Yannick N'Djeng   | Espérance de Tunis | 1         |
| 3    | Leandro Domingues | Kashiwa Reysol     | 1         |
| 3    | Masato Kudo       | Kashiwa Reysol     | 1         |
| 3    | Hiroki Sakai      | Kashiwa Reysol     | 1         |
| 3    | Junya Tanaka      | Kashiwa Reysol     | 1         |
| 3    | Aldo de Nigris    | Monterrey          | 1         |
| 3    | Hiram Mier        | Monterrey          | 1         |
| 3    | Humberto Suazo    | Monterrey          | 1         |
| 3    | Jesús Zavala      | Monterrey          | 1         |
| 3    | Borges            | Santos             | 1         |
| 3    | Danilo            | Santos             | 1         |
| 3    | Neymar            | Santos             | 1         |